# Старший майор милиции
Старший майор милиции — специальное звание высшего начальствующего состава милиции НКВД СССР в 1936—1943 годах. По рангу равнялось старшему майору государственной безопасности в НКВД, комдиву в РККА и флагману 2-го ранга в РККФ.

## История звания
Звание старшего майора милиции было введено Постановлением ЦИК СССР и СНК СССР от 26 апреля 1936 года объявленным приказом НКВД № 157 от 5 мая 1936 года для начальствующего состава органов рабоче-крестьянской милиции НКВД СССР.
Данная система просуществовала до 9 февраля 1943 года, когда Указом Президиума Верховного Совета СССР «О званиях начальствующего состава органов НКВД и милиции» были введены новые специальные звания комиссар милиции 3-го  ранга и комиссар госбезопасности.
| младшее звание: Майор милиции | Старший майор милиции | старшее звание: Инспектор милиции |

## Список старших майоров милиции
- 11.07.1936 — Бокша, Владимир Викентьевич
- 11.07.1936 — Дьяков, Таричан Михайлович
- 11.07.1936 — Клочков, Андрей Ильич
- 11.07.1936 — Корытов, Виктор Александрович
- 11.07.1936 — Купчик, Исаак Юльевич
- 11.07.1936 — Михельсон, Артур Иванович
- 11.07.1936 — Москов, Владимир Семёнович[1]
- 11.07.1936 — Новак, Юлий Анатольевич
- 11.07.1936 — Панов, Алексей Петрович
- 11.07.1936 — Ряботенко, Александр Иванович
- 11.07.1936 — Селиванов, Пётр Максимович
- 11.07.1936 — Сивко, Иван Георгиевич
- 08.02.1937 — Овчинников, Виктор Петрович
- 25.07.1937 — Киракозов, Григорий Амбарцумович
- 21.04.1939 — Нагорный, Михаил Ильич
- 13.03.1940 — Антонов, Пётр Иванович[2]
- 13.03.1940 — Горюнов, Сергей Иванович
- 13.03.1940 — Коваленко, Григорий Максимович
- 13.03.1940 — Павлов, Михаил Фёдорович[3]
- 13.03.1940 — Фомушкин, Фёдор Семёнович
- 13.03.1940 — Щербаков, Александр Иванович
- 02.04.1940 — Горбенко, Иван Иванович[3]
- 02.04.1940 — Гордеев, Яков Фёдорович[2]
- 02.04.1940 — Грушко, Евгений Семёнович[4]
- 19.06.1940 — Запевалин, Михаил Александрович
- 07.08.1940 — Амелин, Николай Михайлович
- 05.11.1940 — Саитбаев, Рахман Али
- 07.06.1941 — Дроздов, Виктор Александрович
- 07.06.1941 — Полукаров, Александр Никитич[2]
- 14.02.1942 — Бунин, Пётр Сергеевич[2]
- 16.05.1942 — Рудин, Касриель Менделевич[2]